# Axinopalpis
Axinopalpis — род жуков-усачей из подсемейства настоящих усачей.

## Описание
Глаза едва выемчатые. Переднеспинка с мозолевидным бугорком на боковом крае. Последний членик челюстных щупиков большой, топоровидный.

## Систематика
В составе рода:
- Axinopalpis barbarae
- Axinopalpis christinae
- Axinopalpis consobrinus
- Axinopalpis gracilis